# 平泉澄

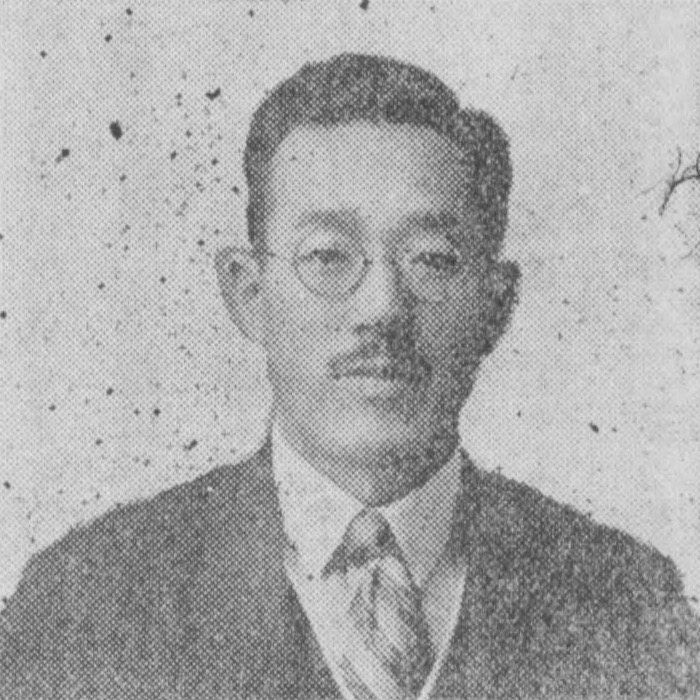

平泉澄（日语：／ Hiraizumi Kiyoshi，1895年2月15日—1984年2月18日），是一位日本历史学家。東京帝国大学文学博士。他专门研究日本中世纪史。平泉是著名的「皇国史观」学家，其著作被称为「平泉史学」。

## 生平
1895年出生于日本福井县大野郡平泉寺町。先后就读龍池尋常小学校、成器高等小学校、大野中学校、第四高等学校、1918年毕业于1918年以全班第一名的成绩毕业于东京帝国大学文科大学国史学科（現東京大学文学部），之后进入大学院留校任教，1926年升任助教授，1935年升任教授。1945年辞职。1946年就任平泉寺白山神社第四代宫司，1948年被公职追放。
1984年2月18日逝世，享年89岁。